# 揚福利拉省

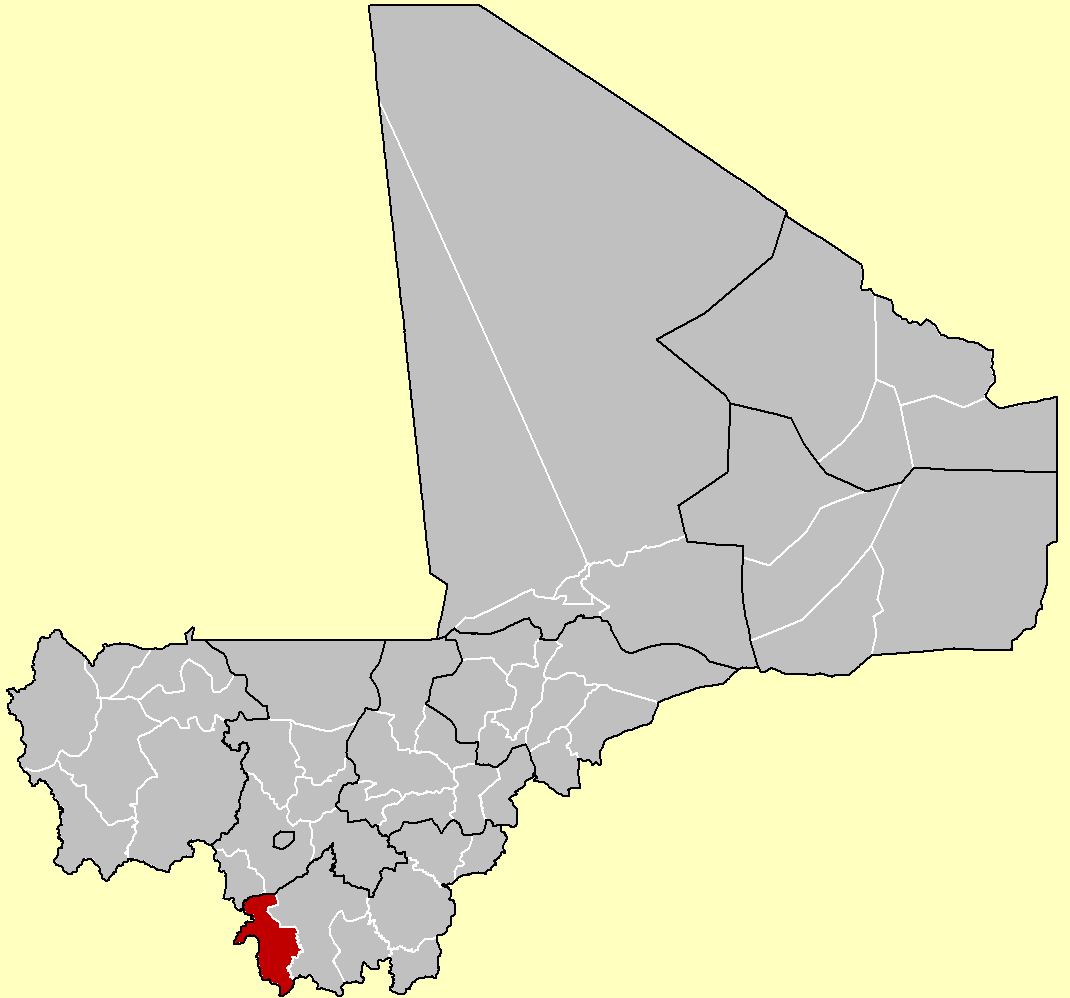

揚福利拉省（法語：Cercle de Yanfolila），是馬里的省份，位於該國南部，由錫卡索區負責管轄，首府設於揚福利拉，面積9,240平方公里，2009年人口211,824，人口密度每平方公里23人。